# Sachalin (Radków)
Sachalin – część wsi Radków w Polsce, położonaw województwie lubelskim, w powiecie tomaszowskim, w gminie Telatyn.
W latach 1975–1998 Sachalin położony był w województwie zamojskim.
Wierni Kościoła rzymskokatolickiego należą do parafii św. Jana Chrzciciela w Rzeplinie.